# Nikolay Shirshov
Nikolay Shirshov (Taskent, RSS de Uzbekistán, 22 de junio de 1974-Rostov-on-Don, Rusia, 28 de diciembre de 2021) fue un futbolista de Uzbekistán que jugó en la posición de centrocampista.

## Carrera

### Club
| Periodo   | Club                   | Apariciones | Goles |
| --------- | ---------------------- | ----------- | ----- |
| 1992      | Traktor Tashkent       | 16          | 0     |
| 1992–1994 | Pakhtakor Tashkent     | 62          | 6     |
| 1994      | FC Ordabasy            | 1           | 0     |
| 1995–1999 | Pakhtakor Tashkent     | 97          | 10    |
| 2000–2005 | FC Rostov              | 120         | 1     |
| 2006–2007 | FC SKA Rostov-on-Don   | 54          | 8     |
| 2008–2010 | FC Bataysk-2007        | 76          | 6     |
| 2010      | FC Taganrog            | 14          | 1     |
| 2011      | FC MITOS Novocherkassk | 25          | 1     |
| 2012–2013 | FC TPF                 | 21          | 7     |

### Selección nacional
Jugó para Uzbekistán en 64 ocasiones de 1996 a 2005 y anotó 13 goles, participó en tres ediciones de la Copa Asiática y en los Juegos Asiáticos de 1998.

## Logros

### Club
- Liga de fútbol de Uzbekistán: 2

1992, 1998
- Copa de Uzbekistán: 2

1993, 1997

### Individual
- Goleador de la Liga de fútbol de Uzbekistán: 1

2001